# Ощадниця (річка)
Ощадниця (словац. Oščadnica) — річка в Словаччині; ліва притока Кисуці. Протікає в окрузі Чадця.
Довжина — 14 км. Витікає в масиві Кисуцькі Бескиди на висоті 1040 метрів (на схилі гори Велика Рача).
Протікає територією села Ощадниця. Впадає у Кисуцю на висоті 396 метрів.